# Liste von Dateinamenserweiterungen/S
In dieser Liste sind übliche Dateinamenserweiterungen aufgelistet, die in einigen Betriebssystemen zur Unterscheidung von Dateiformaten verwendet werden. In anderen Betriebssystemen erfolgt die Dateitypenidentifikation hauptsächlich über den Dateivorspann und bei E-Mail-Anhängen hat der MIME-Type eine größere Bedeutung als die Dateinamenserweiterung. Systeme, die nach den beiden letztgenannten Vorgehensweisen verfahren, ignorieren die Erweiterung meist vollständig. 
| Dateinamenserweiterung | MIME-Typ                                                             | Vollständiger Name                               | Bemerkungen, Verwendung |
| ---------------------- | -------------------------------------------------------------------- | ------------------------------------------------ | --- |
| .s                     |                                                                      | Assembler-Quellcode                              | GNU Compiler Collection |
| .s12                   |                                                                      | Spirit-Zeichnungsdatei                           | |
| .s19                   |                                                                      | Motorola S-Record                                | |
| .s3                    |                                                                      | Motorola S-Record                                | |
| .s3d                   |                                                                      | Simply 3d                                        | Grafikdatei |
| .s3m                   |                                                                      | ScreamTracker 3 Modul                            | Trackermodul (Musikformat) des Scream Tracker 3 |
| .s3z                   |                                                                      | ScreamTracker 3 zipped                           | komprimiertes Trackermodul (Musikformat) des Scream Tracker 3 |
| .s7i                   |                                                                      | Seed7 Includedatei                               | Bibliothek bzw. Includedatei für Seed7 |
| .sab                   |                                                                      | Binäre 3D-ACIS-Datei, 3D-CAD-Kern-Format         | Siehe .sat |
| .saf                   |                                                                      | Serra Avenger File                               | Nicht verschlüsseltes Textarchiv, das von SerraAvenger-Applikationen generiert wurde.                                                                                   |
| .sam                   |                                                                      | Lotus AmiPro (heute Lotus Word Pro)              | Textverarbeitung |
| .sami                  |                                                                      | Synchronized Accessible Media Interchange        | XML-Sprache für Video-Untertitel |
| .sar                   |                                                                      | Service-Archiv                                   | JBoss' MBean Deployment-/Konfigurationsdateien *-service.xml zusammengepackt mit den benötigten Klassen                                                                 |
| .sar                   |                                                                      | System-Architekt                                 | System-Architekt von Fujitsu Siemens Computers zur Erstellung von Handheld-, Notebook-, PC-, Workstation- und Serverkonfigurationen                                     |
| .sas                   |                                                                      | SAS                                              | Quelltextdatei für SAS-Programme |
| .sat                   |                                                                      | Text ACIS-Datei, 3D-CAD-Kern-Format              | Bei ACIS handelt es sich um einen 3D-CAD-Volumenmodellierkernel der Firma Spatial Corporation. ACIS stellt eine Bibliothek mit C++-Funktionen bereit.                   |
| .sav                   |                                                                      | SPSS-Datensatz                                   | Datensatz für Statistikprogramm SPSS |
| .sav                   |                                                                      | save                                             | Sicherungsdatei (z. B. HomeCash) |
| .sav                   |                                                                      | Game Score Save                                  | Spielstandssicherung (z. B. Sid Meier’s Civilization, Die Gilde, Plants vs. Zombies)                                                                                    |
| .sb                    |                                                                      |                                                  | Scratch 1 Skript |
| .sb2                   |                                                                      |                                                  | Scratch 2 Skript |
| .sb3                   |                                                                      |                                                  | Scratch 3 Skript |
| .sbd                   |                                                                      | Superbase Tabellendefinition                     | Windows |
| .sbf                   |                                                                      | Superbase File                                   | Windows, enthält den Tabelleninhalt |
| .sbf                   |                                                                      | Su-Bi File                                       | Datei mit verschlüsseltem FTP-Link und Logindaten - Benötigt Su-Bi Leecher                                                                                              |
| .sbp                   |                                                                      | Superbase Programmdatei                          | Windows |
| .sbq                   |                                                                      | Superbase Query                                  | Windows, enthält die Kurzberichtsdefinition |
| .sbu                   |                                                                      | Superbase Update                                 | Windows, enthält die Definition einer Aktualisierung |
| .sbv                   |                                                                      | Superbase Formular                               | Windows, kann Formular oder auch Bericht sein |
| .sb!                   |                                                                      | Superbase Sperrdatei                             | Windows, verwaltet die Datensatzsperren |
| .sc2                   |                                                                      | SimCity Städte                                   | in Verwendung mit SimCity 2000 |
| .sc4                   |                                                                      | SimCity 4-Städte                                 | in Verwendung mit SimCity 4 |
| .scc                   |                                                                      | –                                                | Microsoft SourceSafe Status |
| .sce                   |                                                                      | –                                                | Scilab-Script |
| .scf                   |                                                                      | Shell Command File                               | Anweisungen im INI-Format für die Desktop-Umgebung von Microsoft Windows (z. B. den Desktop anzeigen)                                                                   |
| .sch                   |                                                                      | Schema                                           | Novell NDS bzw. eDirectory Schema Definitions |
| .sch                   |                                                                      | Schematic                                        | Eagle-Schaltplan |
| .SchDOC                |                                                                      | Schematic Document                               | Altium-Designer-Schaltplan |
| .schematic             |                                                                      | Schematic                                        | Datei, in der Vorlagen für Bauwerke im Computerspiel Minecraft gespeichert werden                                                                                       |
| .sci                   |                                                                      | ScrambleIt                                       | Verschlüsselungstool |
| .scm                   |                                                                      | Samsung Channel Maps                             | Exportdateiformat für Samsung TV Senderlisten |
| .scm                   |                                                                      | –                                                | Komprimierter Code mit Befehlen, die den allgemeinen Ablauf oder den Missionsablauf von GTA 3 bis GTA San Andreas herstellen                                            |
| .scn                   |                                                                      | Scenarist Projekt                                | Projektdatei der DVD-Authoring-Software Scenarist von Sonic |
| .scn                   |                                                                      | Screen file format                               | in Verwendung mit Kermit |
| .scn                   |                                                                      | MP3 Scan file                                    | in Verwendung mit BPM-Studio |
| .scn                   |                                                                      | SimCity 2000 - Scenatios                         | in Verwendung mit SimCity 2000 |
| .scr                   |                                                                      | Screensaver                                      | Windows Bildschirmschoner. Warnung: Häufiges Ziel von Virusinfektionen                                                                                                  |
| .scs                   |                                                                      | –                                                | Benutzeroberfläche (Siemens-Mobiltelefone) |
| .sd2                   |                                                                      | Sounddesigner II                                 | Ursprünglich von der Firma Digidesign entwickeltes Audioformat für den Apple Macintosh                                                                                  |
| .sd7                   |                                                                      | Seed7 Programm                                   | Sourcecode eines Seed7-Programmes |
| .sdb                   |                                                                      | StarBase-Datenbank                               | |
| .sdb                   |                                                                      | –                                                | StarMoney Datenbank (Windows) |
| .sdc                   |                                                                      | StarOffice-Tabelle                               | Älteres Dateiformat von StarOffice (bis 5.2), sdc steht für Star Division Calc                                                                                          |
| .sdc                   |                                                                      | DeliveryClient Download                          | Ein Download aus dem MSDNAA-Programm, sdc steht für Secure Download Cabinet                                                                                             |
| .sde                   |                                                                      | Steganos-Safedatei                               | alte Dateinamenserweiterung |
| .sdf                   |                                                                      | Spatial Data File                                | Graphik. Auch eine SQL Server Compact Edition Datenbank-Datei. |
| .sdf                   |                                                                      | Standard Data Format                             | Exportdatei des Pervasive-Datenbanksystems. Es handelt sich um eine CSV-Datei mit einem klar definierten Aufbau.                                                        |
| .sef                   |                                                                      | Steganos-Safedatei                               | alte Dateinamenserweiterung |
| .sdg                   |                                                                      | StarOffice Gallery                               | |
| .sdt                   |                                                                      | –                                                | gepacktes Thema (Siemens-Mobiltelefone) |
| .sdv                   |                                                                      | Semicolon Divided Values File                    | |
| .sdw                   |                                                                      | StarOffice Writer                                | Älteres Dateiformat von StarOffice (bis 5.2), sd steht für Star Division                                                                                                |
| .sdx                   |                                                                      | –                                                | StarMoney-Benutzerdatenbank (Windows) |
| .sdy                   |                                                                      | –                                                | StarMoney-Benutzerdatenbank (Windows) |
| .sem                   |                                                                      | Semaphore-Datei                                  | Semaphore-Datei, oft auch als Dreiecks- oder Rechtecksdatei bezeichnet                                                                                                  |
| .sf2                   |                                                                      | SoundFont 2 Sound Bank                           | Sammeldatei für Audio-Samples |
| .sfc                   |                                                                      | Super Famicom ROM image                          | Dump eines Nintendo-Super-Famicom-Spiels zur Verwendung in einem Emulator                                                                                               |
| .sfce                  |                                                                      | SFCE-Berechnungsdatei                            | monolithisches Dateiformat für den Austausch von mathematischen Formeln und Berechnungen (enthält eingebettete Datei Informationen)                                     |
| .sff                   |                                                                      | Mugen-Sprite-Datei                               | Sammeldatei für Sprites, notwendig für das M.U.G.E.N. Game-System |
| .sft                   |                                                                      | SFT-Loader-Datei                                 | Datei mit verschlüsseltem sFTP-Link und Logindaten |
| .sfv                   |                                                                      | Simple File Verification                         | Checksum-Datei; Im Prinzip handelt es sich um eine Textdatei, die in einer Liste Dateinamen und zugehörige CRC-Summen enthält                                           |
| .sfw                   |                                                                      | Seattle-FilmWorks-Datei                          | Modifiziertes JPEG-Format |
| .sfx                   |                                                                      | Audiodatenarchiv                                 | Enthält Audiodaten von GTA, Tomb Raider 2+3 u.v.m. |
| .sg                    |                                                                      | Snap Graphics                                    | ABC Snap Graphics (Software für Flussdiagramme) |
| .sgb                   |                                                                      | Super Game Boy ROM image                         | Dump eines Nintendo-Super-Game-Boy-Spiels zur Verwendung in einem Emulator, selten gebräuchliche Abkürzung, eher .gb oder .gbc                                          |
| .sgi                   | image/sgi                                                            | Silicon Graphics Image                           | auch bekannt als .rgb |
| .sgp                   |                                                                      | Save Game Patcher Table                          | Table für The S.G.P. (Second Unit) |
| .sh                    | application/x-sh                                                     | Shellskript                                      | Unix-Shell-Skript (Bourne-Shell und kompatible) |
| .sh1                   |                                                                      | Shop - Datenbankdatei                            | Bestandteil des Content-Management-Systems Andreas Zwahlen Onlineshop XPro                                                                                              |
| .sh2                   |                                                                      | Shop - Datenbankdatei                            | Bestandteil des Content-Management-Systems Andreas Zwahlen Onlineshop XPro                                                                                              |
| .shn                   |                                                                      | Shorten                                          | digitales Verfahren zur verlustfreien Audiodatenkompression |
| .shp                   |                                                                      | Shapefile                                        | ESRI-ArcGIS-Format zur Speicherung von Vektordaten |
| .shs                   |                                                                      | scrap-Datei                                      | MS-Format für einen Datenauszug (tatsächlich ein Paket mit Befehlszeile) aus einer Textdatei. Die Dateinamenserweiterung wird standardmäßig nicht angezeigt.            |
| .shtm                  | text/html, text/x-server-parsed-html                                 | HTML Document                                    | vom Webserver geparstes HTML-Dokument mit Server Side Includes |
| .shtml                 | text/html, text/x-server-parsed-html                                 | HTML Document                                    | siehe .shtm |
| .shx                   |                                                                      | Shapefile-Index                                  | ESRI-ArcGIS-Format zur Speicherung von Vektordaten |
| .sib                   |                                                                      | Notensatz                                        | Datei des Notensatzprogramms Sibelius |
| .sid                   | audio/x-psid                                                         | MrSID                                            | Komprimierungsformat für Rastergrafiken vom Hersteller LizardTech |
| .sig                   |                                                                      | Signatur-File                                    | In der Regel kleine Textdatei, die Signaturinformationen einer E-Mail enthält                                                                                           |
| .sik                   |                                                                      | Sicherungskopie                                  | Selten gebräuchliche Abkürzung bei Datensicherungen |
| .sim                   |                                                                      | SAP Tutor Player                                 | Animierte Screenshots mit Text und Sprache unterlegt. |
| .sis                   |                                                                      | Symbian Installationsdatei                       | Installationsdatei bei Symbian OS-Smartphones |
| .sit                   | application/x-sit, application/x-stuffit                             | Dateiarchiv                                      | Dateiarchiv, mit StuffIt (Mac-typisches Komprimierungsformat) gepackt                                                                                                   |
| .skb                   |                                                                      | SketchUp Backup-Datei                            | Automatische Backup-Datei von mit Google SketchUp erstellten 3D-Modellen                                                                                                |
| .skd                   | application/x-koan                                                   | Autodesk Autosketch                              | 2D-Zeichnung, CAD |
| .skf                   |                                                                      | Autodesk Autosketch                              | 2D-Zeichnung, CAD |
| .skp                   |                                                                      | SketchUp-Modell                                  | Mit Google SketchUp erstellte 3D-Modelle |
| .sl                    | application/x-seelogo                                                | Shared Library                                   | Programmbibliothek (Unix, insbesondere HP-UX) |
| .sla                   |                                                                      | Scribus Layout                                   | Datei des freien DTP-Programmes Scribus |
| .sldasm                |                                                                      | SolidWorks-Assembly                              | 3D-Baugruppe, CAD |
| .sldbomtbt             |                                                                      | SolidWorks-Bill of Materials                     | Tabellenvorlage-Stückliste, CAD |
| .slddrw                |                                                                      | SolidWorks-Drawing                               | 2D-Zeichnung, CAD |
| .sldholtbt             |                                                                      | SolidWorks-Hole Table                            | Tabellenvorlage-Bohrungstabelle, CAD |
| .sldlfp                |                                                                      | SolidWorks-Library Feature Part                  | Bibliotheks-Feature, CAD |
| .sldprt                |                                                                      | SolidWorks-Part                                  | 3D-Teil, CAD |
| .sldrevtbt             |                                                                      | SolidWorks-Revision Table                        | Tabellenvorlage-Versionstabelle, CAD |
| .sldwldtbt             |                                                                      | SolidWorks-Weldment Cut List                     | Tabellenvorlage-Zuschnittliste für Schweißkonstruktionen, CAD |
| .sle                   |                                                                      | Steganos-Safedatei                               | Aktuelle Dateinamenserweiterung |
| .sle                   |                                                                      | Sisulizer Exchange Package                       | Austauschdatei zwischen Entwickler und Übersetzer des Softwarelokalisierungstools Sisulizer (Basiert auf ZIP)                                                           |
| .slk                   |                                                                      | SYLK                                             | Tabellendokument |
| .sln                   |                                                                      | MS Visual Studio solution files                  | Visual Studio .NET C++ Dateien |
| .slp                   |                                                                      | Sisulizer Project                                | Projektdatei des Softwarelokalisierungstools Sisulizer (Basiert auf XML)                                                                                                |
| .smc                   |                                                                      | SNES ROM image                                   | Dump eines Nintendo SNES-Spiels (mit Game Dr.3 Header oder keinem Header) zur Verwendung in einem Emulator                                                              |
| .smd                   |                                                                      | Sega Mega Drive ROM image                        | Dump eines Sega-Mega-Drive-Spiels zur Verwendung in einem Emulator |
| .smg                   |                                                                      | SolidWorks Composer File                         | Natives Dateiformat SolidWorks-Composer |
| .smi                   | application/smil                                                     | Synchronized Accessible Media Interchange        | XML-Sprache für Video-Untertitel |
| .smil                  | application/smil                                                     | –                                                | Real Audio/Video Playlist |
| .sms                   |                                                                      | Sega Master System ROM image                     | Dump eines Sega-Master-System-Spiels zur Verwendung in einem Emulator                                                                                                   |
| .smz                   |                                                                      | StarMoney-Zahlungsvorlage                        | XML-Datei für den Austausch von Überweisungsvorlagen zwischen StarMoney-Produkten                                                                                       |
| .sng                   |                                                                      | SongBeamer-Lied                                  | Präsentationsprogramm für Liedtexte |
| .snp                   |                                                                      | Snapshot                                         | Schnappschuss einer Auswertung (Report) einer Microsoft-Access-Datenbankanwendung                                                                                       |
| .so                    |                                                                      | Shared Object                                    | Programmbibliothek (Unix und GNU, auch Android) |
| .sol                   |                                                                      | Local Shared Object                              | Adobe Flash Player Cookie |
| .son                   |                                                                      | Notensatz                                        | Datei des Notensatzprogramms Score Perfect |
| .sor                   |                                                                      | –                                                | Standard OTDR Record (Bellcore/Telcordia) |
| .spec                  |                                                                      | –                                                | |
| .spl                   | application/futuresplash                                             | Spell                                            | Vim-Rechtschreibdatei (Vim version 7) |
| .spp                   |                                                                      | Serif PhotoPlus                                  | Dateiformat der Bildbearbeitung Serif PhotoPlus |
| .spx                   |                                                                      | speex                                            | Dateiformat des freien, verlustbehaftet komprimierenden, auf menschliche Sprache spezialisierten Audio-CoDecs Speex (Ogg-Projekt)                                       |
| .sql                   |                                                                      | Structured Query Language                        | Textdatei mit SQL-Befehlen |
| .sqm                   |                                                                      | Software Quality Metrics                         | |
| .sqm                   |                                                                      | Smart Query Manager                              | |
| .sqx                   |                                                                      | UnSqueez                                         | Offenes und freies Archivformat, kann lizenzkostenfrei (royalty free) in Anwendungen benutzt werden                                                                     |
| .src                   | application/x-wais-source                                            | Source                                           | Quelle oder Quelltext |
| .srf                   |                                                                      | Surface                                          | Surface-Datei für Terragen |
| .srt                   |                                                                      | SubRipper Subtitle Information                   | Untertitel-Textdatei |
| .srw                   |                                                                      | Samsung RAW Bild                                 | Rohdaten des Bildsensors |
| .ss                    |                                                                      | MADSPACK 2.0                                     | |
| .ssa                   |                                                                      | SubStation Alpha                                 | Substation-Alpha-Untertiteldatei |
| .ssc                   |                                                                      | Celestia Solar System Catalog                    | Celestia-Katalogdatei, die Himmelskörper enthält, die man in einem Planetensystem findet (Planeten, Monde, Raumschiffe usw.)                                            |
| .ssv                   |                                                                      | Spreadsheet-Viewer-Datei                         | Dateiformat zur Anzeige von Arbeitsmappen |
| .sta                   |                                                                      | SWIFT-Tagesauszüge                               | Beinhalten Kontoauszugsinformationen im MT940-Format |
| .stb                   |                                                                      | Named plot style table                           | AutoCAD-Plotstiltabellendatei, enthält vom Benutzer definierte Plotstile, die jedem Zeichnungsobjekt – unabhängig von seiner Farbe – zugewiesen werden (siehe auch ctb) |
| .stc                   |                                                                      | XML Calc Template                                | Vorlage Tabellenkalkulation (StarOffice und OpenOffice.org) |
| .stc                   |                                                                      | –                                                | Entpacktes Thema (Siemens-Mobiltelefone) |
| .stc                   |                                                                      | Celestia Star Catalog                            | Celestia-Katalog, in dem Sterne definiert werden |
| .std                   |                                                                      | XML Draw Template                                | Vorlage für Zeichnung in (StarOffice und OpenOffice.org) |
| .stg                   |                                                                      | Simple Text Gateway                              | STG-Editor |
| .sti                   |                                                                      | XML Impress Template                             | Vorlage für Präsentation in (StarOffice und OpenOffice.org) |
| .stk                   |                                                                      | Stickfigure object                               | Figur für den Pivot Stickfigure Animator |
| .stl                   | application/sla, application/x-navistyle, application/vnd.ms-pki.stl | Stereolithografie-Format                         | Geometrie eines dreidimensionalen Datenmodells |
| .stm                   |                                                                      | Scream Tracker Module                            | Trackermodul (Musikformat) des Scream Tracker 2 |
| .stp                   | application/step                                                     | STEP                                             | Standard for the Exchange of Product Data; CAD |
| .step                  | application/step                                                     | STEP                                             | siehe .stp |
| .stt                   |                                                                      | SCHEMA ST4-Transformation                        | Redaktionssystem SCHEMA GmbH |
| .stu                   |                                                                      | Pinnacle-Studioprojekt                           | Pinnacle Studio 9 |
| .stw                   |                                                                      | XML Writer Template                              | Vorlage Textverarbeitungen (StarOffice, OpenOffice.org und KWord) |
| .stx                   |                                                                      | Statistik/Prüfprotokoll                          | Testprotokoll des „AS-Interface Analyser“ von Bihl + Wiedemann |
| .sty                   |                                                                      | LaTeX Style                                      | Zusätzliche Pakete bzw. Makros für LaTeX-Dokumente |
| .sub                   |                                                                      | Subchanneldaten                                  | Blindwrite und CloneCD |
| .suo                   |                                                                      | Visual Studio Solution User Options              | Microsoft Visual Studio |
| .sv                    |                                                                      | Schichtenverzeichnis                             | Binärformat für geologische Schichtendaten (Programm MWprofil) |
| .svd                   |                                                                      | Spreadsheet                                      | StatView-Datendatei |
| .svg                   | image/svg+xml                                                        | Scalable Vector Graphics                         | Offenes, XML-basiertes Vektorgrafikformat |
| .svgz                  |                                                                      | SVG zipped                                       | Gepacktes SVG-Vektorgrafikformat |
| .svm                   |                                                                      | StarView Metafile                                | Vektorgrafisches Bildformat Meta-Files (für Bitmap- und Vektorgrafik); Verwendung in StarOffice-/OpenOffice-/LibreOffice-Anwendungen (nativ Draw)                       |
| .svq                   |                                                                      | MRC-Pro Sequencer-Musikformat                    | Roland Corporation Synthesizer, z. B. XP- oder Fantom-Serie |
| .svv                   |                                                                      | View                                             | StatView-Berichtsdatei |
| .swc                   |                                                                      | SNES ROM image                                   | Dump eines Nintendo SNES-Spiels (mit Super Wildcard Header) zur Verwendung in einem Emulator                                                                            |
| .swf                   | application/x-shockwave-flash                                        | Shockwave Flash (auch fälschl. Small Web Format) | Shockwave-Flash-Animation |
| .swm                   | application/x-ms-wim                                                 | Windows Imaging Format Archive                   | Festplattenimage-Format von Microsoft |
| .swp                   |                                                                      | Swap                                             | Auslagerungsdatei unter Windows/386 2.03 bis Windows Me (jedoch nicht unter Windows NT/2000)                                                                            |
| .swp                   |                                                                      | Swap                                             | Vim-Auslagerungsdatei (auch zur Wiederherstellung nach Abstürzen) |
| .swx                   |                                                                      | OpenOffice.org Writer                            | Älteres Format für Textdateien von OpenOffice.org |
| .sx                    |                                                                      | Motorola S-Record                                | |
| .sxc                   |                                                                      | XML Calc                                         | Tabellenkalkulation (StarOffice und OpenOffice.org) |
| .sxd                   |                                                                      | XML Draw                                         | Zeichnung (StarOffice und OpenOffice.org) |
| .sxe                   |                                                                      | Elektro-CAD                                      | ProfiCAD Elektro-CAD |
| .sxg                   |                                                                      | XML Global                                       | Globaldokument (StarOffice und OpenOffice.org) |
| .sxi                   |                                                                      | XML Impress                                      | Präsentation (StarOffice und OpenOffice.org) |
| .sxm                   |                                                                      | XML Math                                         | Formeldokument (StarOffice und OpenOffice.org) |
| .sxp                   |                                                                      | StrokeIt Export                                  | – |
| .sxw                   |                                                                      | Sun XML Writer                                   | Textverarbeitungen (StarOffice, OpenOffice.org und KWord) |
| .sys                   |                                                                      | Systemdatei                                      | Systemdateien für MS-DOS, FreeDOS, DR-DOS und Microsoft Windows |
| .sza                   |                                                                      | HiCAD neXt                                       | CAD-Datei für HiCAD neXt |